# 273230 de Bruyn
273230 de Bruyn è un asteroide della fascia principale. Scoperto nel 2006, presenta un'orbita caratterizzata da un semiasse maggiore pari a 3,0062988 UA e da un'eccentricità di 0,1056492, inclinata di 8,44855° rispetto all'eclittica.
L'asteroide è dedicato al fisico canadese John Roy de Bruyn.